# باجاسا غويانية
باجاسا غويانية (الاسم العلمي:Bagassa guianensis) هي نوع من النباتات تتبع جنس الباجاسا من الفصيلة التوتية.

## الوصف
يعد كبير إنتاج المطاط الشجرة المتساقطة من مرتفعات الذي يصل إلى 45 أمتار (148 قدم)[ 1] وقطرها الثدي في ارتفاع 190 سنتيمترا في (75)بعم ق ثلاثة أ ورا ق - في أ حداث lobed، ولك ن أ صبح كال شجرة كامل النضوج. إ نهم عادة 6-22 س نتيم ترا (2.4-8.7 في) طويلا ً، أ حيانا ً تصل إ لى 30 سنتيمترات (12 في) طويلا ً، و4-17 س نتيم ترا ً (1.6-6.7) أ حيانا ً كبيرة (تصل إ لى 23 سنتيمترات (9.1 في) واسعة).[ 1]
الذكور وال إ ناث على ال أ زهار تحمل inflorescences منفصلة. الذكور inflorescences مرتبة على شكل المسمار، وال ذي هو 4-12 س نتيم ترا ً (1.6-4.7) لفترة طويلة. أ نثى inflorescences مرتبة في ر أ سه وهو 1 إ لى 1.5 سنتيمترات (0.39 إ لى 0.59 في المائة) في القطر. ال infructescences الصالحة للأ كل 2.5 إ لى 3.5 سنتيمترات (0.98 إ لى 1.38 في المائة) في القطر